# مار شربل
القديس شربل (8 مايو 1828 - 24 ديسمبر 1898)، قديس لبناني. ولد في بقاع كفرا - قضاء بشري من لبنان الشمالي، في أعلى قرية من لبنان. أبوه انطون مخلوف وأمه بريجيتا عُرفا بتقواهما الصحيحة.

## سيرة شخصية
ترك يوسف بيت أبيه بعمر الثالث والعشرين وقصد الترهّب في الرهبانية اللبنانية المارونية. دخل الابتداء في دير سيدة ميفوق، ثم انتقل إلى دير مار مارون عنايا حيث أتم عامه الثاني من الابتداء. عينه الرؤساء تلميذا فأُرسِلَ إلى دير كفيفان حيث قضى ست سنوات في درس الفلسفة واللاهوت وتربّى هناك على أيدي رهبان قديسين، خاصة الآب نعمة الله الحرديني، المعروف «بقديس كفيفان». رسمه كاهنا، في بكركي، المطران يوسف المريض في 23 تموز 1859
أقام الأب شربل في دير مار مارون عنايا، بعد سيامته، مدة 16 عاماً، متمرساً بأسمى الفضائل الرهبانية. ولا سيما فضيلتي التواضع والطاعة.
وقد أجرى الله على يده في الدير آيات باهرة، منها «آية السراج» الذي ملأه له الخادم ماءً بدل الزيت، فأضاء له ساعات صلاته الليلية.
طلب من رؤسائه، بإلهام الله، الاستحباس في محبسة دير عنايا، فأذنوا له بذلك عام 1875، حيث قضى فيها 23 سنة.
لقد أطلق العنان، في المحبسة، لكل رغائب قلبه السخي العطاء. فضاعف أعماله التقشفية وزاد شغفاً بالتأمل والصلاة والاستغراق بالله، حتى أصبح «إنسانا سكران بالله»... ومن تقشفاته أنه كان يركع على طبق من قصب ذي حروف شائكة. يلبس المسح على جسده، ينام قليلاً ويصلّي كثيراً ويعمل في الحقل عمل اليد بموجب قانون الحبساء.
وما لبث أن انتشر عرف قداسته، فأخذ الناس يقصدونه لينالوا بركته ويلتمسوا منه شفاء أمراضهم وخصب مواسمهم. وقد أجرى الله على يده آيات عديدة في حياته.

## وفاته
وعام 1898، في الأسبوع السابق لعيد الميلاد، شرع الحبيس يتلو القداس كعادته. فما أن تلا كلام التقديس وبلغ إلى رفعة الكاس والقربان، تاليا صلاة «يا أبا الحق»، حتى أصابه عارض الفالج، فاستمر رافعاً الكأس والقربان وأصابعه متشنجة عليه. تمكن رفيقه الأب مكاريوس من نزع الكأس والقربان من يديه وحمله إلى غرفته. قاسى أوجاعاً مرة، مده ثمانية أيام، دون أن ينقطع عن إتمام قداسه، إلى أن أسلم روحه بكل هدوء مساء عيد الميلاد عام 1898.
دُفِنَ الأب شربل في مقبرة الدير العمومية. وقد شاهد أهلُ الجوار ليلة دفنه نورا يتلألأ فوق ضريحه، وتكرر ظهور النور طوال 45 ليلة.
ولكثرة الخوارق، أذن البطريرك إلياس بطرس الحويك بفتح قبره، فوُجدَ جسمهُ سالماً من الفساد، وجرى من خاصرته دم ممزوج بماء، وأخذ جثمانه ينضح عرقاً دموياً. أُعيد جثمانه إلى قبر جديد عام 1926.
وسنة 1950، في 22 نيسان، كشفت على الجثمان لجنتان طبيّة وكنسية. بان جثمانه سليماً صحيحاً، كما كان قبلاً، مغموراً بدمه الراشح منه.
وانتشر خبر هذه الظاهرة، فتهافت الناس ألوفاً إلى الدير. فتكاثرت حول الضريح حوادث الشفاء من أمراض متنوعة مستعصية. فضج لبنان والعالم بأخبار هذه الحوادث الخارقة، وتماوج الزوار في أروقة الدير كبحر زاخر، مصلين، تائبين، خاشعين.
وعام 1965، في ختام المجمع الفاتيكاني الثاني، رفعه البابا بولس السادس إلى شرف الإكرام على المذابح وأحصاه في مصاف الطوباويين. وقد تشيّدت على اسمه كينسةٌ في عنايا، قرب ضريحه، تُعدّ اليوم من أجمل كنائس الشرق.
في عام 1976، تم فتح القبر، وفي هذه المرة وجد الجثمان متحلل تماما وما بقي منه سوى العظام.
وقد أعلن البابا بولس السادس نفسه الطوباوي شربل قديساً في التاسع من شهر تشرين الأول 1977.